# 二階町 (津山市)
二階町（にかいまち）は岡山県津山市にある地名。郵便番号は708-0024。

## 地理
北と東は山下、南は堺町、西は元魚町、新魚町に接する。

## 歴史
元は西京町。1658年-1661年の間に二階町へ、対となる東京町は1661年-1673年の間に京町と改称。

### 沿革
- 1889年6月1日 - 町村制施行により、津山城下町の二階町他、宮川以西の町が合併して西北条郡津山町となる。
- 1900年4月1日 - 津山町が東南条郡津山東町を編入するとともに、西北条郡が西西条郡、東南条郡、東北条郡と合併し、苫田郡津山町となる。
- 1923年4月1日 - 苫田郡林田村が町制・改称、津山東町となる。
- 1929年2月11日 - 津山町が周辺の町村と合併し、市制施行し、津山市となる。

### 地名の由来
元は西京町と呼ばれていた。この町に住む豪商が二階建ての邸宅を建てたことから現在の名前になったとされる。

## 世帯数と人口
2021年（令和3年）1月1日現在の世帯数と人口は以下の通りである。
| 町丁   | 世帯数 | 人口 |
| ------ | ------ | ---- |
| 二階町 | 39世帯 | 62人 |

## 小・中学校の学区
市立小・中学校に通う場合、学区は以下の通りとなる。
| 番地 | 小学校           | 中学校             |
| ---- | ---------------- | ------------------ |
| 全域 | 津山市立東小学校 | 津山市立北陵中学校 |

## 交通
国道、県道は走っていない。

## 施設
- 津山中央記念病院
- 津山中央クリニック
- 津山信用金庫中央支店
- メガネ金楊堂津山ソシオ店